# Oscar Charleston
Oscar McKinley Charleston (Indianapolis, 14 ottobre 1896 – Filadelfia, 5 ottobre 1954) è stato un giocatore di baseball statunitense di ruolo esterno nelle Negro League. È stato inserito nella National Baseball Hall of Fame nel 1976.

## Carriera
Charleston fu uno dei migliori giocatori della sua epoca, potente in battuta e uno dei migliori esterni centro di tutti i tempi. La sua media battuta in carriera fu di .348, terminando regolarmente tra i leader della lega in fuoricampo e basi rubate.
Nel 1932, Charleston divenne il giocatore-manager dei Pittsburgh Crawfords, guidando quella che è stata definita una delle migliori squadre delle Negro league di tutti i tempi. Nel suo roster militarono altri Hall of Famer come Josh Gibson, Satchel Paige e Judy Johnson. La squadra terminò con un bilancio di 99-36 e Charleston stessò batté col .363.
Oltre che nelle Negro league, Charleston si dimostrò all'altezza nelle gare amichevoli disputate contro squadre della major league, battendo col .318 e 11 fuoricampo in 53 gare. I suoi contemporanei paragonarono le sue giocate a quelle di Tris Speaker e Babe Ruth. Nel 1999, The Sporting News lo inserì al 67º posto nella classifica dei migliori cento giocatori di tutti i tempi.